# Mercação
Mercação advém do verbo "mercar" que significa comprar para revender, apregoar para vender, adquirir, comprando por dinheiro (SORRETINO, 2012, p. 487). A sua prática no Brasil está historicamente relacionada ao "trabalho de ganho", atividade comercial predominante no século XVIII e desenvolvida por homens e mulheres negros, escravizados ou libertos, que comercializavam produtos pelas ruas da cidade. A memória dessa prática comercial hoje faz parte de grupos culturais como As Ganhadeiras de Itapuã que, através de suas apresentações, lembram as performances envolvidas no ato de mercar.
A mercação é um dos pontos altos das apresentações das Ganhadeiras de Itapuã. A força das interpretações dos pregões é o diferencial que dá destaque à encenação e ao canto que realizam. (SORRENTINO, 2012, p. 361)

## Características
Mais do que vender, a mercação se diferencia pelo ato de cantar. Muitos vendedores e vendedoras passaram a adotar o canto como uma estratégia de marketing, incorporando o som (da própria voz ou de instrumentos musicais) para anunciar seus produtos nas ruas, chamar a atenção dos clientes e convencê-los a comprar. 
Triângulo, apito, megafone, pandeiros, sino e cantorias são algumas das formas mais usadas para incrementar a prática comercial. Essa forma contemporânea de comercialização é uma releitura dos padrões culturais da população negra do século 19. Nessa época, havia negros escravizados que viviam em Salvador, vendiam mercadorias, ganhavam parte do dinheiro da venda ou negociavam benefícios com seus senhores. (CONDÁ, 2008, p. 2)

## Exemplos
Uma criação artística que exemplifica o ato de mercar é a música "Mercações" (Maria de Xindó, Anamaria das Virgens, Rachel das Virgens e Amadeu Alves) interpretada pelo grupo cultural As Ganhadeiras de Itapuã e que contribui para perpetuar a memória dos primeiros agentes da mercação no Brasil - ganhadeiras e ganhadores - e compreender a ressignificação desse legado histórico no contexto contemporâneo:

Música: Mercações
E olhe o amendoim torrado, e olhe o amendoim (Maria de Xindó)

Coco Verde, coco mole...Itapuã, São Salvador
Vem comprar Iô Iô...Vem comprar Iá Iá...Olhe o coco Iô Iô (Anamaria da Virgens)

Lelê com lê, Lelê com lê, Lelê com lalá (Anamaria da Virgens)

Ô freguesa venha cá, o coco vou ralar, vou fazer minha cocada, vou pra feira pra mercar
Já ralei o coco, vou ralar, minha cocada, vou mercar
Vem benzer freguesa, cocadinha preta tá na hora tá (Rachel da Virgens)

Xaréu robalo, guaricema peixe galo
Sardinha pititinga, preta Maria chegou (Amadeu Alves)